# El método por dos
El método por dos fue un magacín de entretenimiento, presentado por Ana Belén Burgos y Silvia Salgado que comenzó el día 8 de septiembre de 2008 y finalizó el 3 de octubre de 2008. El programa se estructuraba en torno a la crónica social y los reportajes a pie de calle.

## Formato
En el programa, Ana Belén Burgos y Silvia Salgado abordaban la actualidad de cada jornada buscando el por qué de la noticia y sus posibles consecuencias. Se trata de informar pero también de analizar los acontecimientos.
El espacio mediaba entre los anónimos que tienen un problema o una queja y aquellos que tienen el poder de solucionarlo pero que normalmente no están al alcance de los ciudadanos, por su cargo o por la imposibilidad de conocer los problemas de 46 millones de españoles. "El método por dos" pone en contacto a ambas partes e intenta conseguir un compromiso para que se resuelva el conflicto.
El espacio contaba con la colaboración de Manuel Giménez, Loles León o Nieves Herrero entre otros.

## Antecesor
"El método por dos" es el sucesor de "El método Gonzo", antiguo programa de las tardes de Antena 3 que era presentado por Fernando González "Gonzo" hasta el 5 de septiembre de 2008.

## Audiencias
| Temporada | Temporada | Episodios | Estreno                 | Final                | Audiencia media | Audiencia media | Audiencia media |
| Temporada | Temporada | Episodios | Estreno                 | Final                | Espectadores    | Cuota           |                 |
| --------- | --------- | --------- | ----------------------- | -------------------- | --------------- | --------------- | --------------- |
|           | 1         | 20        | 8 de septiembre de 2008 | 3 de octubre de 2008 | 720.000         | 8,7%            |                 |

| Programa | Día de la semana | Fecha                    | Espectadores | Cuota |
| -------- | ---------------- | ------------------------ | ------------ | ----- |
| 01       | Lunes            | 8 de septiembre de 2008  | 710.000      | 9,3%  |
| 02       | Martes           | 9 de septiembre de 2008  | 770.000      | 9,7%  |
| 03       | Miércoles        | 10 de septiembre de 2008 | 753.000      | 10,0% |
| 04       | Jueves           | 11 de septiembre de 2008 | 547.000      | 6,8%  |
| 05       | Viernes          | 12 de septiembre de 2008 | 725.000      | 9,1%  |
| 06       | Lunes            | 15 de septiembre de 2008 | 697.000      | 9,2%  |
| 07       | Martes           | 16 de septiembre de 2008 | 699.000      | 9,0%  |
| 08       | Miércoles        | 17 de septiembre de 2008 | 665.000      | 8,8%  |
| 09       | Jueves           | 18 de septiembre de 2008 | 643.000      | 8,5%  |
| 10       | Viernes          | 19 de septiembre de 2008 | 735.000      | 9,3%  |
| 11       | Lunes            | 22 de septiembre de 2008 | 706.000      | 7,5%  |
| 12       | Martes           | 23 de septiembre de 2008 | 752.000      | 8,4%  |
| 13       | Miércoles        | 24 de septiembre de 2008 | 723.000      | 8,1%  |
| 14       | Jueves           | 25 de septiembre de 2008 | 743.000      | 8,5%  |
| 15       | Viernes          | 26 de septiembre de 2008 | 809.000      | 8,9%  |
| 16       | Lunes            | 29 de septiembre de 2008 | 686.000      | 7,9%  |
| 17       | Martes           | 30 de septiembre de 2008 | 777.000      | 8,1%  |
| 18       | Miércoles        | 1 de octubre de 2008     | 721.000      | 8,8%  |
| 19       | Jueves           | 2 de octubre de 2008     | 746.000      | 9,1%  |
| 20       | Viernes          | 3 de octubre de 2008     | 802.000      | 9,0%  |